# Популация
Популацията е група индивиди от един биологичен вид, които населяват трайно част от ареала на вида, имат сходни екологични изисквания, кръстосват се свободно помежду си и оставят плодовито поколение.

## Видове
- Географска – популация, която заема голям ареал.
- Екологична – популация, която заема по-малки ареали.
- Локална – популация, която заема ограничена територия на конкретно местообитание.

## Свойства
Численост, плътност, раждаемост, смъртност и динамика на популациите.

### Плътност
Това е брой индивиди върху единица площ или обем.

### Полов състав
Такъв имат само видовете, които са разделнополови и част от някои растения (като тополата). В зависимост от отношението между мъжките и женските индивиди в популацията, се делят на:
- моногамни видове – съотношението между мъжки и женски индивиди е 1:1;
- полигамни видове – полигиния (един мъжки и много женски индивиди); полиандрия (един женски и много мъжки индивиди); полигиандрия ( още наричана промискуитет, е форма на полова структура, в която индивидите се размножават безразборно, защото мъжките не са нужни при отглеждането на потомството)

### Възрастов състав
Възрастовата структура се дели на три: нарастваща, стабилна и намаляваща. Определя се от броя индивиди в трите възрастови групи: 
- млади, които не участват в размножаването;
- полово зрели, които участват в размножителния процес;
- стари, които по различни причини не участват в размножаването.

## Структура

### Демографска
Демографската структура на популацията се определя от нейния възрастов и полов състав.
Възрастовият състав се определя от броя на индивидите в различните възрастови групи. Те са три: млади, полови зрели и стари. Млади са индивидите, които още не участват в размножаването на популацията; полово зрели са индивидите, които участват в размножаването; стари са индивидите, които по различни причини не участват в размножителния процес. От количественото съотношение между индивидите от трите групи зависи стабилността и бъдещето на популацията. При растенията обикновено има още една група – латентна. Към нея се отнасят семена, плодове, спори и др. В популациите броят на полово зрелите индивиди е почти постоянен. Когато броят на младите е по-голям от броя на старите, популацията се нарича „нарастваща“. Когато броят на младите и старите е приблизително еднакъв, популацията се нарича „стабилна“, а когато броят на младите е по-малък от броя на старите, популацията се нарича „намаляваща“. Намаляващите популации имат малки шансове за оцеляване.
Полов състав на популациите имат само видовете, които са разделнополови. Такива са повечето животни и много малък брой растения (топола и др.). В популациите на животинските видове, в зависимост от съотношението между мъжките и женските индивиди в групата на полово-зрелите, се различават моногамни, полигамни и полиандри видове. При моногамните видове съотношението между мъжките и женските индивиди е 1:1 – такива са щъркелите, лебедите, лъвовете, вълците. При полигамните видове женските индивиди са повече от мъжките – повечето копитни. При полиандрите мъжките индивиди са повече от женските – пчели, мравки.

### Пространствена
Характеризира разпределението на индивидите върху територията на популацията. То може да бъде:
- случайно – наблюдава се при липса на враждебни взаимоотношения между индивидите и когато почти няма разлика в условията за живот в различните части на територията;
- равномерно – възможно е само когато индивидите са във враждебни взаимоотношения, а екологичните условия са еднакви във всички части на ареала;
- групово – среща се най-често и е резултат от различия в условията за живот в отделните части на територията.

Териториалната структура на растенията се формира поради засенчване на едни от други видове или при отделяне на алопатични вещества. При висшите животни териториалната структура се формира на основата на инстинктите, които са ръководещи. Това важи и за земноводни и безгръбначни с по-сложна нервна система.
Членовете на популацията контактуват чрез система от различни сигнали или непосредствено, на границата на ареала. Опазването на територията става чрез агресия, ритуално поведение на заплаха, маркировки и други сигнали. Интересна е маркировката на котките и мечките по края на територията – чрез драскотини по дърветата. Друг тип маркировка се среща при птиците – акустична и при други животни – чрез секрети от някои жлези – феромони и телергони. На частта от територията, която е за общо ползване, агресията е снижена.
Пространствената структура при животните се определя от 2 техни свойства: способността им да се движат и способността им да общуват помежду си. Начинът, по който това става, е различен при различните видове. При растения и прикрепени животни се осъществяват чрез вятъра и водата. При всички видове се среща общуване чрез химични вещества, а при висшите се развива обонятелна и вкусова система. Използват се мимики, движения, звукова сигнализация, оптична сигнализация. При делфини и прилепи – ехолокация, а при някои риби – електрическа сигнализация.
Пространствената структура се различава при различните видове, дори в рамките на един и същ вид, в зависимост от сезона, възрастта и пола. При равномерното и случайното разпределение се избягва конкуренцията, а при груповото разпределение (характерно за животни) се подобрява защитата, повишава се жизнеспособността и по-успешно се намира храна.

### Генетична
Определя се от различията между индивидите в популацията. Колкото индивидите са по-разнообразни по белезите, които имат, толкова вероятността за „оцеляване“ на популацията при промяна в условията на средата е по-голяма.

### Етологична
Зависи от взаимоотношенията между индивидите.